# المجمع العلمي اللبناني
المجمع العلمي اللبناني أحد المجامع اللغوية العربية وهو ثانيهم بعد مجمع دمشق، إذ تأسس سنة 1928 في بيروت فلم يطل أمره حتى ألغي بعد عامين لعدم مؤازرة الحكومة له. انتخب عبد الله البستاني أول رئيس له وعقد أولى جلساته بمنزله في شهر مارس (آذار) 1928، وقسّم أعضاؤه إلى أربع لجان: الادارية، واللغوية، والتاريخ والجغرافيا، والمخطوطات. ومن أعضائه المؤسسين البارزين: أمين تقي الدين، ومنير عسيران، وأغناطيوس أفرام الثاني رحماني، وعبد الرحمن سلام، ووديع عقل، وإلياس فياض، وأحمد عمر المحمصاني، وعيسى إسكندر المعلوف، وحسين مغنية، وإبراهيم المنذر.

قرّر مجلس النواب اللبناني خلال سنة 1927 بإنشأ مجمع علمي عربي لغوي عصري، فأنشيء بمرسوم جمهوري صدر عن الرئيس شارل دباس في 21 فبراير 1928. وألغت بقرار صدر 13 ديسمبر 1930. يقال إنه اجتمع مرة أو مرتين.

## خلفية
«الجمعية العلمية السورية» كان أول مجمع لغوي عربي في لبنان تحت الحكم العثماني أسسه المرسلون الأميركان سنة 1847 في بيروت، وكان من أبرز أعضائه: ناصيف اليازجي، وبطرس البستاني، ونوفل نوفل، وميخائيل مشاقة. بلغ عدد أعضائه الخمسين عضوًا، وتولى رئاستها إلي سميث، ونشرت أعمالها وخطبها في مجموعة طبعت سنة 1852. وظلت هذه الجمعية ناشطة إلى سنة 1853 تجتمع مرة في الشهر على الأقل، ثم جددت سنة 1868 وترأسها محمد أمين أرسلان، وزاد عدد أعضائها إلى مئة وخمسين عضوًا، وأغلبهم من سوريا ومصر والآستانة ولم يطل عهدها. ثم أنشئت «جمعية شمس البر» في بيروت سنة 1869 فرعًا لجمعية الشبان المسيحيين، وهي أدبية خطابية، ثم أنشأ المرسلون «المجمع العلمي الشرقي» سنة 1882، وترأسه كرنيليوس فانديك ويوحنا ورتبات، ونشرت أعمالها لسنتها الأولى، ثم استمرت الجمعيات العلمية والأدبية تقام في أنحاء البلاد، ولكنها ما تلبث حتى تلغي. وأبرز هذه الجمعيات: «جمعية زهرة الآداب» تأسست في بيروت سنة 1873، و«الجمعية العلمية في المدرسة الكلية» أسست في المدرسة الكلية الأميركية سنة 1881، و«جمعية باكورة سوريا» في بيروت للنساء سنة 1881، و«الجمعية التاريخية» التي انشئت سنة 1875، والعديد من الجمعيات الخيرية التعليمية. أسس عيسى إسكندر المعلوف «جمعية النهضة العلمية» في زحله سنة 1903. وطبع نظامها وأعمالها لسبع سنوات التي أمتدت إلى ما بعد 1922. وفي سنة 1927 أسس «المجمع العلمي اللبناني» في بيروت.

## تأسيسه
في خلال سنة 1927 قرّر مجلس النواب اللبناني انشأ مجمع علمي عربي لغوي، يعنى باللغة العربية وآدابها وتاريخها وتحديثها، وما يمكن أن يضم إليها من الفنون والعلوم عدا الوقوف على المؤلفات والمطبوعات وكتب التدريس التي توافق المدارس الرسمية. وفي 20 فبراير (شباط) 1927 نشر رئيس الجمهورية شارل دباس قانونًا بانشاء مجمع علمي لبناني، وفي 21 فبراير (شباط) صدر مرسوم بتعيين الأساتذة الآتية أسماؤهم أعضاء لهذا المجمع، وهم: عبد الله البستاني، أمين تقي الدين، منير عسيران، محمد الحسيني، وبولس الخولي، أغناطيوس أفرام الثاني رحماني، وعبد الرحمن سلام، وبولس عبود، ووديع عقل، وإلياس فياض، وأحمد عمر المحمصاني، وعيسى المعلوف، ولويس المعلوف، وحسين مغنية، وإبراهيم المنذر.
وفي 9 مارس (آذار) 1928 بدأ المجمع أعماله بحضور بشارة الخوري رئيس الوزارة، وانتخب عبد الله البستاني رئيسًا عاملًا، ووديع عقل وأحمد عمر المحمصاني معاونين له، وأغناطيوس أفرام الثاني رئيس شرف له.وانصرف المجمع في جلساته الأولى إلى وضع نظامه الداخلي، ثم في 25 (أكتوبر) تشرين الأول 1928 انتخب وديع عقل رئيسًا وإلياس فياض وإبراهيم منذ معاونين له.

## إدارته

### لجانه
في 3 نوفمبر (تشرين الثاني) 1928 قسم أعضاء المجمع إلى أربع لجان:
الأولى) اللجنة الإدارية، ومهمتها القيام بأعمال المجمع الإدارية وتحضير الموازنة السنوية المالية.
الثانية) اللجنة اللغوية، ومهمتها التدقيق في وضع الكلمات والمصطلحات للمعاني الجديدة وللمسميات الحديثة وتقرير الملائم منها بمعاونة المجامع العلمية العربية في سوريا ومصر والعراق وغيرها توصلًا لوضع معجم وافٍ بحاجة العصر.
الثالثة) لجنة التاريخ والجغرافيا، ومهمتها وضع معجم جغرافي للبنان يشمل الأعلام الجغرافية من مدن وقرى ومزارع وآثار قديمة وحديثة قائمة أو خربة مع البحث عن النقوش العربية وسائر الفنون الجميلة بأسلوب علمي حديث.
الرابعة) لجنة المخطوطات، ومهمتها وضع احصاء عام للمخطوطات العربية في الجمهورية اللبنانية وترتيبها على طريقة علمية تسهيلًا لمراجعتها وابتياع وطبع المهم منها.

## فعالياته
أتخذ المجمع أول مرة وزارة المعارف مقرًا له، ثم تحول إلى دار الكتب الوطنية حيث استمرت اجتماعاته فيها، ثم انتقل إلى دار خاصه به فاستقل بها. أقرّ المجمع في إحدى جلساته إنشاء ناد يشتمل على مكتبة، ليكون دارًا للمحاضرات، وإصدار مجلة عربية، ثم اقترح بشارة الخوري في مقال نشره في جريدة «البرق» بأن يقوم المجمع بإكمال دائرة المعارف التي أصدر من أجزائها ستة أجزاء وبعضًا من الجزء السابع بطرس البستاني.
في ختام سنة 1928 وضع العضوان عبد الرحمن سلام وأحمد عمر المحمصاني بيانًا في كيفية المحافظة على اللغة العربية بناء على طلب المجمع، موجزه:
أولًا - اتقان طرق التعليم واختيار المؤلفات المفيدة وتوحيد مناهج التدريس في جميع المدارس ولا سيما المدارس المشمولة بوزارة المعارف.
ثانيًا - الاعتناء بتحسين الكتابة في الصحف العربية وفي دواوين الحكومة ودوائر القضاء.
ثالثًا - إنشاء مدارس ليلية يتدارك بها الكثيرون ما فاتهم من العلوم ويستعين بها بعض الموظفين على اتقان لغتهم وتصحيح كتاباتهم.
رابعًا - وضع كلمات تؤدي معنى المخترعات والمسميات الجديدة أو تعريبها بما يلائم العصر.
خامسًا - القاء محاضرات لغوية وأدبية يظهر فيها أثر التجدد في اللغة وآدابها.
سادسًا - ايجاد اتصال علمي وارتباط أدبي مع المجامع العلمية في البلاد العربية تهميدًا لتكوين مؤتمر عام.
في الجلسات الأولى من السنة 1929 اهتمت كل لجنة من اللجان الأربع بوضع تقرير في ما أجرته ودرسته وبحثت فيه. وفي خلال هذه السنة دعا المجمع الأدبي العام في باريس (أكاديمية غونكور ؟) فريقًا من أدباء العالم لمؤتمر يعقد في يونيو (حزيران) للتعارف فيما بينهم ووضع الضوابط اللازمة لحماية حقوق المؤلفين، فققر هذا المجمع أن يمثله في ذلك المؤتمر الرئيس السابق وديع عقل والعضوان جميل بيهم وأمين تقي الدين.
في 18 أكتوبر (تشرين الأول) سنة 1929 انتخب جميل بيهم رئيسًا للمجمع ووديع عقل وإبراهيم المنذر معاونين له. واستمرت الأنشطة الداخلية والخارجية لهذا المجمع في هذه السنة. وفي 1930 ألقت عشرة محاضراتٍ من قبل الأعضاء.

## إلغاؤه
في إحدى جلسات المجلس النيابي اللبناني، صدر عن رئيس الجمهورية ورئيس مجلس الوزراء والمعارف والعدل، قراراً بالغاء المجمع العلمي العربي اللبناني وذلك بعد أن طالب رئيس المجلس النيابي محمد الجسر زيادة الاعانات للمجمع، فرفض إميل إده الزيادة واقترح إلغاءه، فطلب الجسر التصويت، والغت المجمع رسميًا يوم 13 ديسمبر (كانون الأول) 1930، بحجة التوفير للخزينة وقد دافع النائب عبد الله اليافي عن إلغاءه كمحاولة لتوحيد المجامع اللغوية العربية. وعلى الرغم من مطالبة أعضاء المجمع بالسماح لهم بالعمل باسم المجمع دون الاعتماد المالي، فقد اضطروا للتوقف لاحقًا بسبب عدم قدرتهم لموالاة الاتفاق، لكن أعضائه ظلوا يطالبون بعودته حتى استجاب لهم البرلمان في عام 1944، وقرر تخصيص مبلغ للمجمع، إلا أن الحكومات المتتابعة اللبنانية لم يهتموا به حتى توفي أعضائه المؤسسين، وبلغ نهايته. ذكر نجيب البعيني عن نهاية هذا المجمع في كتابه «صدى الأيام» (2000) وقال «هذا المجمع الذي كان يضم نخبة مختارة وممتازة من اللغويين الأفذاذ... لماذا لم يستمر هذا المجمع، وما هي الأسباب التي حالت دون استمراره؟ هل حصل خلاف أم حصل شيء آخر ؟ إنه أمر لا ندرك كنهه ولا نعلم عنه شيئة. كل ما نريد أن نقوله في هذا المجال، ونتمني حصوله، هو إعادة إحياء هذا المجمع لمزاولة ما أنشيء من أجله...»

### فهرس المراجع
1. 1 2  نجيب بعيني (2000). صدى الأيام: صفحات في التاريخ والأدب والاجتماع وسير الأعلام (ط. الأولى). بيروت، لبنان: دار نوفل. ص. 135.
2. ↑  "الجمعيات العلمية والأدبية / تاريخ آداب اللغة العربية / مؤسسة هنداوي". مؤرشف من الأصل في 2021-12-12. اطلع عليه بتاريخ 2021-12-12.
3. ↑  عبد الله الجبوري (1965). المجمع العلمي العراقي؛ نشأته، أعضاؤه، أعماله (ط. الأولى). بغداد، العراق: مطبعة العاني. ص. 30.
4. ↑  المجمع العلمي اللبناني (1930)، ص.5
5. ↑  المجمع العلمي اللبناني (1930)، ص.6
6. 1 2 3  المجمع العلمي اللبناني (1930)، ص.7
7. 1 2  ميمونة عوني (2015). الدرس اللغوي في النصف الأول في القرن العشرين (ط. الأولى). أمان، الأردن: دار غيدا. ص. 57. ISBN:9789957960551.
8. ↑  المجمع العلمي اللبناني (1930)، ص.12
9. ↑  المجمع العلمي اللبناني (1930)، ص.8
10. ↑  المجمع العلمي اللبناني (1930)، ص.28
11. ↑  فاطمة قدورة الشامي (2016). الدكتور عبد الله اليافي إنسان: قانوني ورجل دولة 1901 - 1986 (ط. الأولى). بيروت، لبنان: دار النهضة العربية. ص. 39.

### معلومات المراجع
- اللجنة الإدارية في المجمع العلمي اللبناني (1930). المجمع العلمي اللبناني؛ خلاصة أعمال المجمع العلمي اللبناني منذ نشأته [1928] إلى مطلع السنة 1930 (ط. الأولى). بيروت، لبنان: المجمع العلمي اللبناني.
- بيهم، محمد جميل (1 يناير 1969). "تطور النهضة الثقافية في بلاد الشام والمجمع العلمي اللبناني". مجلة المجمع العلمي العربي بدمشق. ج. 44: 323–342.